# Dry Bones
Dry Bones (рус. Сухие кости) — серия графических новелл израильского политического карикатуриста Яакова Ки́ршена, публикуемая под этим названием с 1973 года англоязычной газетой «Джерузалем Пост».

## Описание
Название комикса относится к видению «Долина сухих костей» в Книге Пророка Иезекииля (37:1-14):

Как полицейский художник в своём эскизе пытается изобразить то, что описано свидетелем, так и карикатурист, подобно Иезекиилю, должен сделать всё возможное, чтобы описать то, что он увидел сам.— Я. Киршен
В своей серии Я. Киршен предлагает актуальные комментарии к событиям в Израиле и в жизни евреев за его пределами, и их взаимоотношениями с остальным миром.
Комикс «Dry Bones» был переиздан и цитируется такими изданиями, как New York Times, Time Magazine, LA Times, CBS, AP и Forbes; в США карикатуры Я. Киршена публикуются на регулярной основе синдикатом «Cagle Post — Political Cartoons & Commentary».
Я Киршен говорит, что его карикатуры предназначены для того, чтобы рассмешить людей и заставить их отказаться от своего (внутреннего) охранника и видеть вещи так, как он это делает. В одном из интервью он определил свою цель как карикатуриста, как попытку «соблазнить, а не обидеть».
Название «Dry Bones» носят и другие проекты Я. Киршена, в частности его известный «Dry Bones Blog», «китайский проект» (как часть проекта Report Org) и др.
В 2012 году, по совокупности своих работ, Я. Киршен был награждён премией «Золотой карандаш» за 2011 год израильским Музеем карикатуры и комиксов.

## Персонажи
Главные персонажи комикса:
- Шульдиг (перевод с идиша — «Виновный») — рождённый в галуте, но уже «израильтянин до мозга костей», «сионист-идеалист и неисправимый оптимист»;
- Дуби — щенок Шульдига, «реалист и циник, не разделяющий оптимизма своего хозяина».

Другие персонажи
- Царь Соломон, на примере которого Я. Киршен препарирует нынешних израильских правителей;
- «Человек-пьющий-кофе» и читающий газету — выражающий своё мнение по поводу всего прочитанного;
- Двое Мужчин — «олицетворение страдающего израильского общества».